# Ifeanyi Emeghara
Ifeanyi Innocent Emeghara (Lagos, 24 de março de 1984) é um futebolista nigeriano que atua como lateral-direito. Encontra-se atualmente desempregado.

## Carreira em clubes
Revelado pelo Ebedei, Emeghara atuou por esta equipe entre 2002 e 2003, ano em que foi contratado pelo FK Teleoptik, da então Sérvia e Montenegro. Suas atuações lhe renderam um contrato com o tradicional Partizan, que firmara uma parceria com o Teleoptik. Na equipe de Belgrado, fez 36 partidas até 2006, não tendo marcado nenhum gol.
Contratado pelo Politehnica Timișoara por 650 mil dólares, Emeghara fora pretendido ainda por Auxerre e CSKA Moscou, mas preferiu o time romeno. Em janeiro de 2007, fraturou o antebraço esquerdo quando passava férias na Nigéria, sendo submetido a uma cirurgia. Recuperado, defendeu os Banat Boys até o final da temporada, sendo o segundo jogador com mais minutos disputados (2.491 minutos), perdendo apenas para Jonathan McKain (2.610 minutos).
As atuações pelo Politehnica Timișoara chamaram a atenção do Steaua Bucareste, que investiu 1,2 milhão de euros em sua contratação, rendendo a Emeghara um contrato de quatro anos. Durante sua passagem pela equipe, sofreu com problemas cardíacos detectados pela equipe médica do Steaua, que solicitou a Emeghara para diminuir seus esforços físicos.
O dono do Steaua, Gigi Becali, disse que Emeghara poderia encerrar prematuramente sua carreira devido ao problema no coração, mas Marian Iancu, presidente do Timișoara, declarou que o lateral-direito não sofria de nenhuma enfermidade cardíaca. A equipe de médicos do Steaua descobriu que o nigeriano tinha um coração muito maior que o normal (característica de alguns jogadores africanos), e mesmo assim, Emeghara continuou sua carreira.
Afastado do grupo principal do Steaua em 2011, o lateral-direito disputou 36 partidas, não fazendo gols. Passou o restante de 2011 relegado ao time B, onde jogou oito partidas. Em dezembro, Emeghara foi liberado do clube, permanecendo dois anos sem jogar.
Em janeiro de 2013, assinou um contrato válido por uma temporada com o Gabala do Azerbaijão, realizando apenas quatro jogos antes de ser dispensado.

## Seleção Nigeriana
Com a camisa da Seleção Nigeriana de Futebol, Emeghara recebeu sua primeira convocação em 2006, sendo incluído na pré-lista para a Copa Africana de Nações realizada no mesmo ano, mas acabou não disputando o torneio.
Em agosto, Victor Piţurcă, técnico da Romênia, pensou em convocar o lateral, que recusou a proposta. Sua estreia oficial com a camisa das Super Águias foi em novembro de 2007, contra a Austrália, e pouco depois foi convocado para a CAN-2008.
Até 2008, Emeghara disputou três partidas pela Nigéria, não tendo marcado nenhum gol.